# Tachocline
Il termine tachocline (o tacoclina) designa la zona di transizione, all'interno del Sole, tra la zona radiativa e la zona convettiva. Situata nel terzo più esterno della stella, la tachocline segna il passaggio tra la parte più interna della stella, la cui rotazione è paragonabile a quella di un corpo solido, e la porzione esterna, che ruota in maniera differenziale comportandosi come un fluido. Recenti studi condotti tramite l'indagine eliosismologica indicano che la tachocline abbia un raggio circa 0,70 volte quello del Sole. Gli astrofisici ritengono che tali dimensioni siano una delle cause dei campi magnetici che caratterizzano la stella: infatti le simmetrie e l'estensione della tachocline sembrano rivestire un ruolo di primo piano nella formazione della cosiddetta dinamo solare, poiché rinforzano i deboli campi poloidali creando un più intenso campo di forma toroidale.